# Triodia fitzgeraldii
Triodia fitzgeraldii är en gräsart som beskrevs av Charles Austin Gardner och Nancy Tyson Burbidge. Triodia fitzgeraldii ingår i släktet Triodia och familjen gräs. Inga underarter finns listade i Catalogue of Life.